# Rue des Arcs-Saint-Cyprien
La rue des Arcs-Saint-Cyprien (en occitan : carrièra dels Arcs de Sant Çubran) est une voie de Toulouse, chef-lieu de la région Occitanie, dans le Midi de la France.

## Situation et accès

### Description
La rue des Arcs-Saint-Cyprien est une voie publique. Elle marque la limite entre les quartiers de la Patte-d'Oie et du Fer-à-Cheval, dans le secteur 2 - Rive gauche.
La chaussée compte une voie de circulation automobile dans chaque sens. Elle appartient à une zone 30 et la vitesse y est limitée à 30 km/h. Il n'existe pas d'aménagement cyclable.

### Voies rencontrées
La rue des Arcs-Saint-Cyprien rencontre les voies suivantes, dans l'ordre des numéros croissants (« g » indique que la rue se situe à gauche, « d » à droite) :
1. Boulevard Déodat-de-Séverac
2. Impasse des Arcs-Saint-Cyprien (g)
3. Rue Yvan-Lacassagne (g)
4. Rue des Blés-d'Or (g)
5. Rue Auguste-Valats (d)
6. Rue Molière (g)
7. Rue du Lierre (g)
8. Rue Rodin (d)
9. Rue du Lierre (g)
10. Rue Gazagne (g)
11. Rue du Cimetière-Saint-Cyprien (d)
12. Rue Sainte-Lucie (d)
13. Rue de Cugnaux

### Transports
La rue des Arcs-Saint-Cyprien est parcourue et desservie, sur toute sa longueur, par la ligne de bus 13. Elle débouche, à l'est, sur les allées Charles-de-Fitte, où se trouvent les arrêts des lignes de bus 1366. À l'ouest, elle aboutit au boulevard Déodat-de-Séverac, où se trouve la station du même nom, sur la ligne de tramway , ainsi que les arrêts des lignes de bus 1334.
Il existe plusieurs stations de vélos en libre-service VélôToulouse dans la rue de Cugnaux et les rues voisines : les stations no 37 (53 rue Sainte-Lucie), no 72 (23 allée Charles-de-Fitte) et no 73 (40 allée Charles-de-Fitte).

## Odonymie

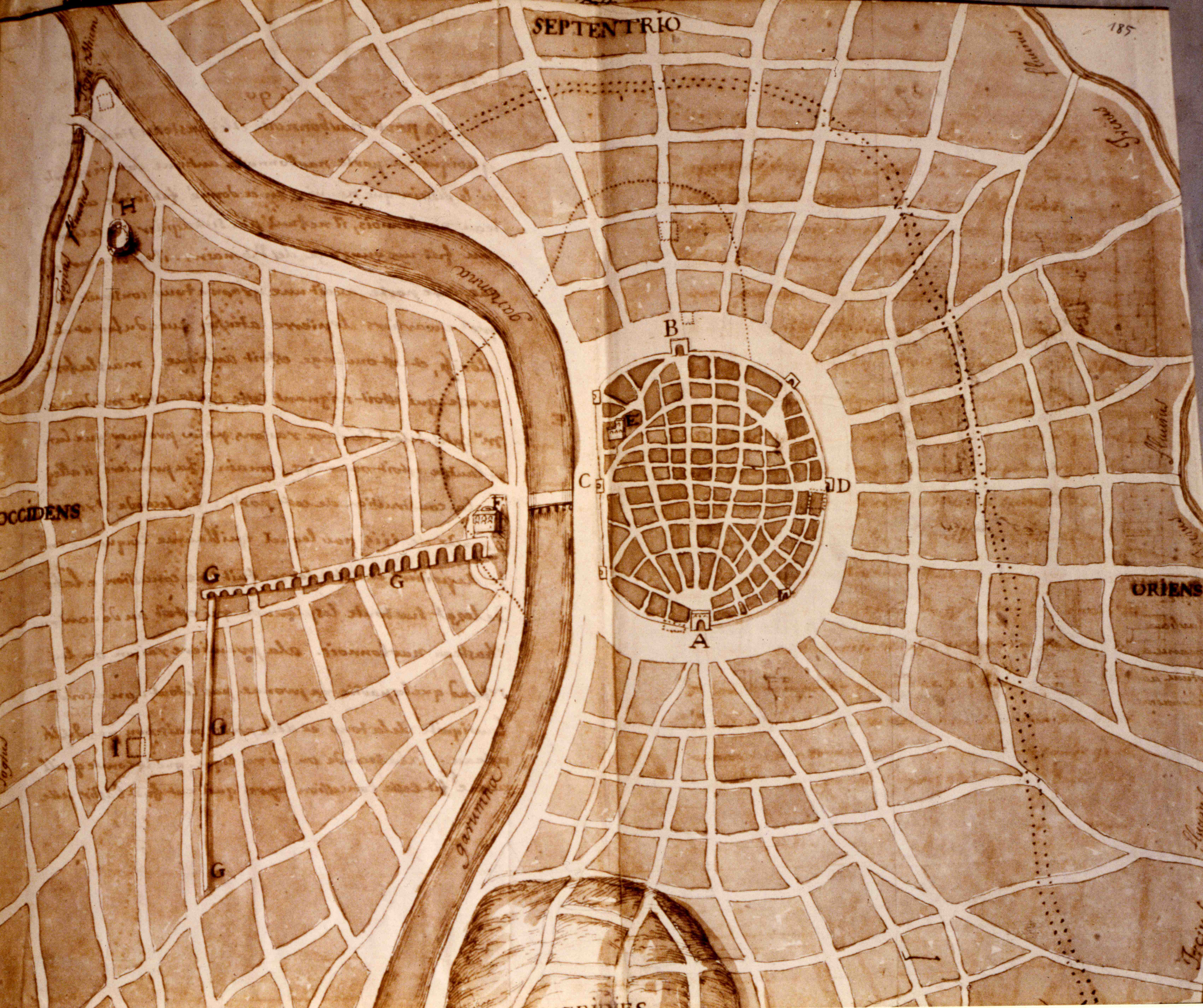
Une représentation de Tolosa et de l'aqueduc de Lardenne (G) au XVIIe siècle (Bernard Dupuy Du Grez, Historia Tolosae..., ms. 1254, bibliothèque municipale).

La rue des Arcs-Saint-Cyprien rappelle le souvenir de l'aqueduc de Lardenne, construit au Ier siècle afin d'alimenter la ville gallo-romaine de Tolosa – il suivait cependant un trajet plus au nord, le long de l'actuelle rue de Cugnaux. Les eaux de source étaient captées sur le territoire de Lardenne, à la limite de la terrasse de la Garonne, et transportées par un aqueduc souterrain : une partie de ce réseau a été identifiée le long du chemin de Lestang et dans le parc de l'université Jean-Jaurès. À partir de la Cépière, un aqueduc aérien portait l'eau jusqu'au cœur de la cité romaine (emplacement de l'actuelle place Rouaix) après avoir franchi la Garonne par un pont. 
Au milieu du XVe siècle déjà, le chemin était désigné comme le chemin des Arcs (camin dels Arcz en occitan, 1468). On lui trouvait, à la même époque, les noms de chemin de Basso-Cambo et de chemin de Campagne, d'après deux métairies auxquelles il aboutissait. Aux XVIe et XVIIe siècles, c'est aussi le chemin de Lafourguette, hameau rural qui s'est constitué le long du chemin de Seysses. C'est en 1882 que le nom s'imposa définitivement dans sa forme actuelle.

## Patrimoine et lieux d'intérêt

### Immeubles et maisons
- no  20 : maison de garde-barrière (2e quart du XXe siècle)[1].

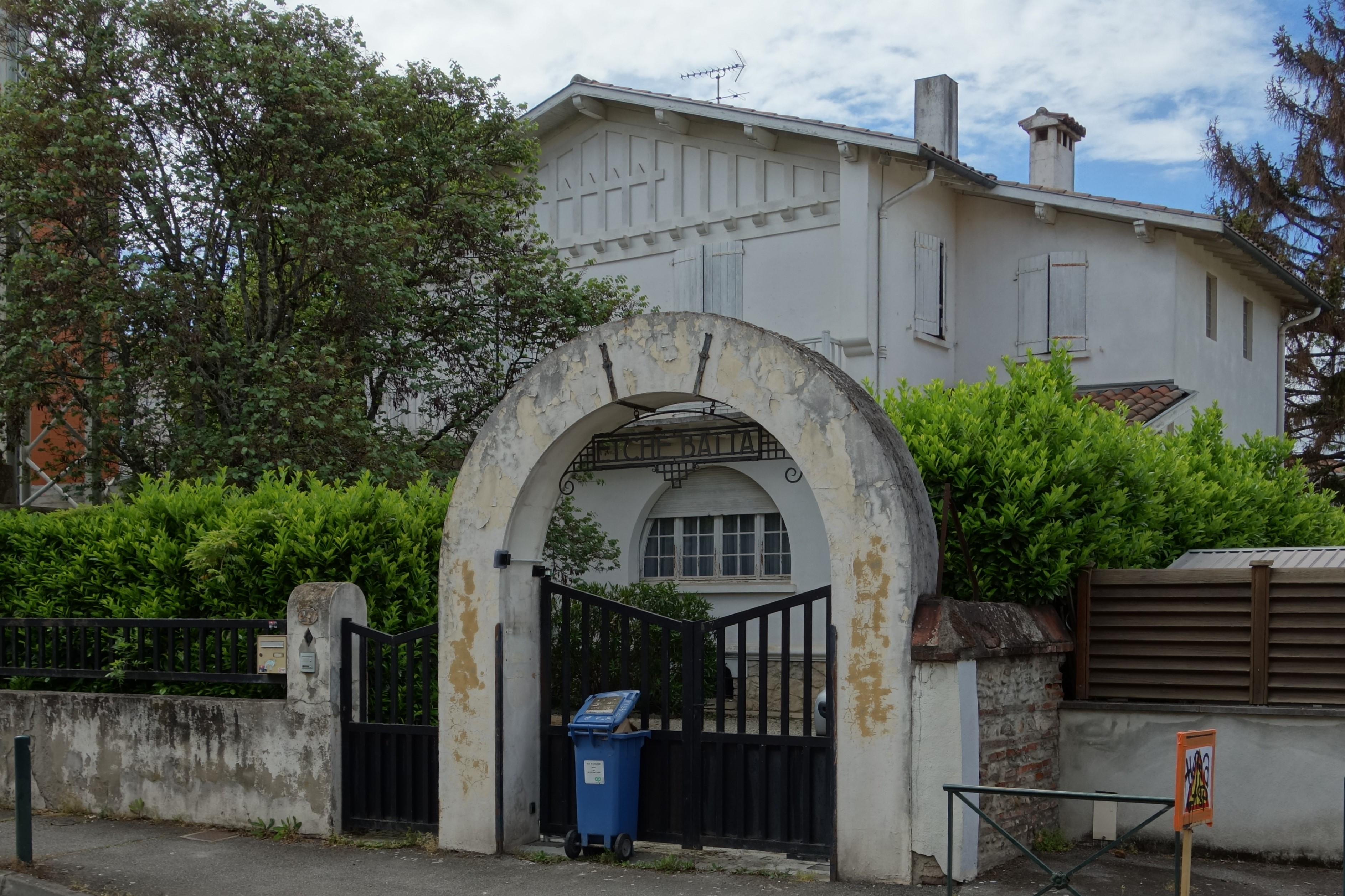
no 27 : maison Etche Baïta.

- no  25 : maison (2e quart du XXe siècle)[2].

- no  27 : maison Etche Baïta. 
La maison, construite dans le deuxième quart du XXe siècle, est représentative du style néo-basque, caractéristique des faubourgs toulousains durant l'entre-deux-guerres. Un mur de clôture en béton, surmonté de potelets et d'une barrière sépare la rue du jardin. Il est percé d'une porte piétonne et d'une porte cochère surmontée d'une grande arcade en plein cintre, dans lequel est suspendue une ferronnerie qui porte le nom de la maison (etche baïta, « ma maison, mon chez-moi » en basque). La maison, au centre du jardin, s'élève sur trois niveaux. Les façades sont simplement enduites, quoique le sous-sol semi-enterré soit souligné par un appareillage de pierre irrégulier. Un escalier de trois marches monte au rez-de-chaussée surélevé. Le corps de bâtiment principal est éclairé de deux fenêtres, de tailles différentes, voûtées en plein cintre, tandis que le 1er étage est percé de fenêtres rectangulaires. Il est mis en valeur par un balcon continu et surmonté d'un faux pan de bois. Le toit à deux versants et à faible pente est dissymétrique[3].

- no  57 : maison (2e quart du XXe siècle)[4].

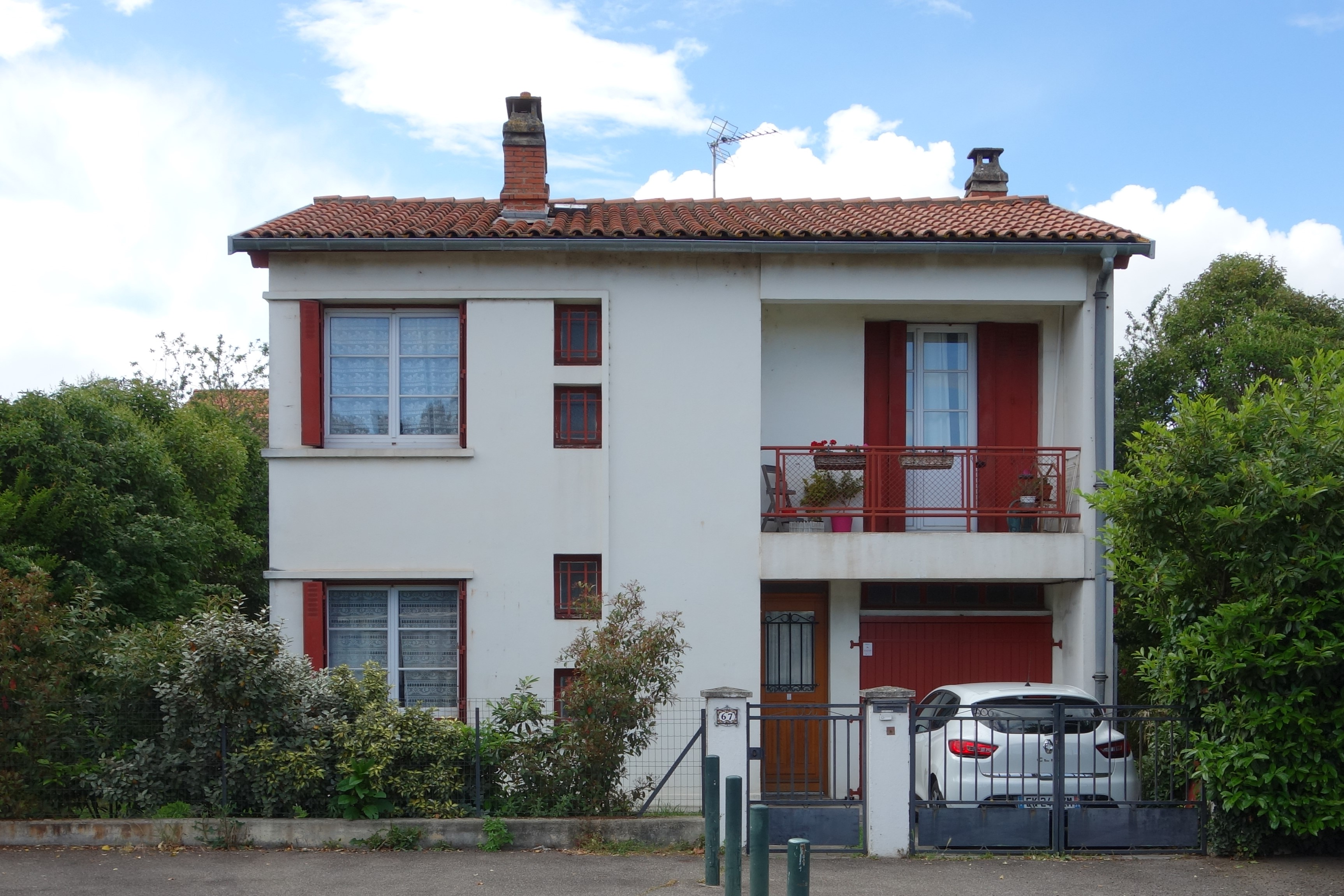
no 67 : maison du lotissement Finances I.

- no  63-73 : lotissement Finances I. 
Le lotissement est construit entre 1955 et 1960 au profit des employés du ministère des Finances et à l'initiative d'Aristide Pillat, trésorier-payeur général de la Haute-Garonne entre 1953 et 1958[5]. Il se compose de plusieurs maisons, établies le long des rues du Lierre et des Lauriers, et de l'impasse Aristide-Pillat, sur une parcelle qui appartenait à une demeure de campagne du XVIIIe siècle (actuel no 80 rue de Cugnaux).

- no  84 : maison toulousaine (1er quart du XXe siècle)[6].
- no  94 : maison toulousaine (1er quart du XXe siècle)[7].
- no  105 : maison (1929)[8].
- no  113 : maison toulousaine (2e moitié du XIXe siècle)[9].
- no  121 : maison toulousaine (2e moitié du XIXe siècle)[10].
- no  123 : maison toulousaine (2e moitié du XIXe siècle)[11].

### Cimetière Rapas
Le cimetière Rapas est aménagé au XVIIIe siècle, à la suite de la fermeture du cimetière de l'église Saint-Nicolas. Il occupe à l'origine des terrains cédés par un habitant du quartier, M. Rapas. Il est agrandi plusieurs fois. Il occupe désormais une superficie de 17 000 m² : 31 500 m² pour la partie la plus ancienne, 32 500m² pour la partie la plus récente. En 2020, le cimetière affiche cependant un taux d'occupation de 100 %. 
Le cimetière est accessible par plusieurs entrées, rue du Cimetière-Saint-Cyprien (face à l'actuel no 42) et chemin de la Néboule. Il est séparé de la rue des Arcs-Saint-Cyprien par un mur de clôture bâti en panneaux de béton. Il est, depuis 2017, géré par Toulouse Métropole.

### Jardin Clémence-Isaure
Le jardin Clémence-Isaure se trouve face au carrefour de la rue de Cugnaux.

## Personnalité
- Auguste Valats (1883-1957) : fils d'un tailleur de pierre, élève à l'école primaire supérieure de garçons (actuel collège Berthelot, rue Achille-Viadieu) employé des PTT et représentant du personnel, Auguste Valats assume des responsabilités syndicales importantes au niveau départemental. Parallèlement, il mène une carrière politique dans les rangs de la SFIO et il est conseiller municipal de 1932 à 1940. Entre 1950 et 1956, il est également président de la CPAM de la Haute-Garonne[14]. Il mourut dans une maison de la rue des Arcs (actuel no 27)[15].